# Tegula viridula
Tegula viridula là một loài ốc biển, là động vật thân mềm chân bụng sống ở biển thuộc họ Turbinidae, họ ốc xà cừ.